# Pieter van Romburgh
Pieter van Romburgh (Leiden, 30 september 1855 - Baarn, 27 mei 1945) was een Nederlands chemicus. Hij was als hoogleraar in de organische scheikunde verbonden aan de Universiteit Utrecht.

## Biografie
Pieter van Romburgh werd geboren op 30 september 1855 te Leiden als zoon van Hubertus van Romburgh (eigenaar van een ijzerzaak) en Cornelia Gerarda Maria van Trotsenburg. Hij doorliep de lagere school in Leiden en ging vervolgens aldaar naar de Hogereburgerschool waar hij in 1874 zijn examen haalde. Hij wilde zich toeleggen op de scheikunde maar daarvoor was het noodzakelijk om kennis op te doen van de klassieke talen wat hij voor de periode van één jaar deed. Het jaar erop behaalde hij zijn kandidaatsexamen in de wis- en natuurkunde. In 1887 werd hij de collegeassistent van Antoine Paul Nicolas Franchimont aan het organisch-chemisch laboratorium in Leiden. Hij behaalde in 1879 zijn doctoraalexamen.
In 1881 promoveerde hij bij Antoine Paul Nicolas Franchimont op het proefschrift Over isomere chloorsubstitutieproducten van propaan en propyleen. Daarna bleef hij werkzaam als laboratoriumassistent aan het organisch-chemisch laboratorium. Van 1879 tot 1889 was hij docent aan het Mathesis Scientiarum Genitrix. Hij gaf onder andere les in de natuur- en scheikunde en de beschrijvende meetkunde. In 1818 begon hij tevens met lesgeven aan de Leidse Kweekschool voor Onderwijzers en Onderwijzeressen.
Romburgh vertrok in 1890 naar Java (Nederlands-Indië) waar werkte als chef van de derde afdeling van de 's Lands Plantentuin te Buitenzorg. Aldaar verrichtte hij onderzoek naar plantenstoffen. Voor zijn werk heeft hij van duizenden planten de vluchtige bestanddelen onderzocht. Dit deed hij om te kijken of deze stoffen van waarde waren voor de industrie en de landbouw. Zijn onderzoek leidde ertoe dat hij advies kon geven over welke kweekvariëteiten voor de productie van onder andere koffie en thee het meest rendabel waren. Vanwege zijn werk benoemde de Koninklijke Nederlandse Akademie van Wetenschappen hem in 1892 tot corresponderend lid.
Hij werd in 1902 benoemd tot hoogleraar organische en de propedeutische scheikunde aan de Universiteit Utrecht. Hij volgde hiermee de hoogleraar organische chemie Eduard Mulder op en nam de propedeutische scheikunde over van Hester Dibbits. Het ambt aanvaardde Romburgh het jaar erna met de rede De beteekenis van het wetenschappelijk onderzoek van organische natuurproducten.
In 1904 wilde de Universiteit van Amsterdam hem als opvolger van Lobry de Bruyn en in 1907 de Technische Universiteit Delft als opvolger van Sebastiaan Hoogewerff. Hij ging hier niet op in, maar het aanbod van de Technische Universiteit Delft leidde ertoe dat de Universiteit Utrecht de propedeutische scheikund conform de wens van Rombugh aan iemand anders toebedeelde. In 1905 werd hij benoemd tot lid van de Koninklijke Nederlandse Akademie van Wetenschappen. Gedurende het collegejaar 1917-1918 vervulde hij de functie van rector magnificus. Hij ging in 1925 met emeritaat en werd opgevolgd door Lavoslav Ružička. Romburgh keerde tijdens het collegejaar 1929-1930 nog eenmaal terug om in te vallen voor Ružička, die op studiereis was naar Zwitserland.
Op 27 mei 1945 kwam hij op vreedzame wijze te overlijden in zijn slaap.

## Publicaties (selectie)
- (1881). Over isomere chloorsubstitutieproducten van propaan en propyleen, Leiden (proefschrift)
- (1892). met M. Treub, W. Burck en J.M. Janse: 's Lands Plantentuin te Buitenzorg. 18 Mei 1817-18 Mei 1890., Batavia
- (1892). Aanteekeningen over de in den Cultuurtuin te Tjikeumeuh gekweekte gewassen : korte gids voor bezoekers van dien tuin, Batavia: Landsdrukkerij
- (1900). Caoutchouc en getah-pertja in Nederlandsch-Indië, Batavia: G. Kolff & Co
- (1903). De beteekenis van het wetenschappelijk onderzoek van organische natuurproducten, Utrecht: Beijers (oratie)
- (1906). De ontwikkeling der chemie in de laatste decenniën: rede, Utrecht
- (1915). Chemie en onafhankelijkheid, Utrecht: Kermink